# Línea 2 (Urbanos de Valdemoro)
La línea 2 de la red de autobuses urbanos de Valdemoro une de manera circular la estación de tren con El Restón.

## Características
Esta línea une la estación de Valdemoro con el barrio de El Restón.
La línea circula exclusivamente por el término municipal de Valdemoro. Como bien se expresa en la numeración interna del CRTM, recibe el número 2161. El primer dígito corresponde a la línea, en este caso la línea 2. Y los últimos tres dígitos corresponden al municipio por el que circula, en este caso 161 corresponde al municipio de Valdemoro.
La línea no mantiene los mismos horarios todo el año, desde el 1 de julio al 31 de agosto se reducen el número de expediciones, además de los días excepcionales vísperas de festivo y festivos de Navidad en los que los horarios también cambian y se reducen.
Está operada por AISA mediante la concesión administrativa URCM-161 - Urbano de Valdemoro (Urbanos Comunidad de Madrid) del Consorcio Regional de Transportes de Madrid.

## Horarios

### 1 septiembre - 30 junio
| Lunes a viernes laborables                         |                   |                   |                   |        |                    |                    |                    |                    |                    |                    |                    |                    |                    |                    |                    |        |       |       |       |
| Valdemoro L2 Circular: Estación FF.CC. - El Restón |                   |                   |                   |        |                    |                    |                    |                    |                    |                    |                    |                    |                    |                    |                    |        |       |       |       |
| 05                                                 | 06                | 07                | 08                | 09     | 10                 | 11                 | 12                 | 13                 | 14                 | 15                 | 16                 | 17                 | 18                 | 19                 | 20                 | 21     | 22    | 23    | 00    |
| 00 15 25 35 45 55                                  | 05 15 25 35 45 55 | 05 15 25 35 45 55 | 05 15 25 35 45 55 | 10 ... | cada 12-15 minutos | cada 12-15 minutos | cada 12-15 minutos | cada 12-15 minutos | cada 12-15 minutos | cada 12-15 minutos | cada 12-15 minutos | cada 12-15 minutos | cada 12-15 minutos | cada 12-15 minutos | cada 12-15 minutos | ... 30 | 00 30 | 00 30 | 00 30 |
| Sábados laborables                                 |                   |                   |                   |        |                    |                    |                    |                    |                    |                    |                    |                    |                    |                    |                    |        |       |       |       |
| Valdemoro L2 Circular: Estación FF.CC. - El Restón |                   |                   |                   |        |                    |                    |                    |                    |                    |                    |                    |                    |                    |                    |                    |        |       |       |       |
| 05                                                 | 06                | 07                | 08                | 09     | 10                 | 11                 | 12                 | 13                 | 14                 | 15                 | 16                 | 17                 | 18                 | 19                 | 20                 | 21     | 22    | 23    | 00    |
|                                                    | 00 30             | 00 30             | 00 30             | 00 30  | 00 30              | 00 30              | 00 30              | 00 30              | 00 30              | 00 30              | 00 30              | 00 30              | 00 30              | 00 30              | 00 30              | 00 30  | 00 30 | 00    |       |
| Domingos y festivos                                |                   |                   |                   |        |                    |                    |                    |                    |                    |                    |                    |                    |                    |                    |                    |        |       |       |       |
| Valdemoro L2 Circular: Estación FF.CC. - El Restón |                   |                   |                   |        |                    |                    |                    |                    |                    |                    |                    |                    |                    |                    |                    |        |       |       |       |
| 05                                                 | 06                | 07                | 08                | 09     | 10                 | 11                 | 12                 | 13                 | 14                 | 15                 | 16                 | 17                 | 18                 | 19                 | 20                 | 21     | 22    | 23    | 00    |
|                                                    |                   | 00 30             | 00 30             | 00 30  | 00 30              | 00 30              | 00 30              | 00 30              | 00 30              | 00 30              | 00 30              | 00 30              | 00 30              | 00 30              | 00 30              | 00 30  | 00 30 | 00    |       |

### 1 julio - 31 agosto
| Lunes a viernes laborables                         |             |             |             |             |             |             |             |             |             |             |             |             |             |             |             |             |       |       |       |
| Valdemoro L2 Circular: Estación FF.CC. - El Restón |             |             |             |             |             |             |             |             |             |             |             |             |             |             |             |             |       |       |       |
| 05                                                 | 06          | 07          | 08          | 09          | 10          | 11          | 12          | 13          | 14          | 15          | 16          | 17          | 18          | 19          | 20          | 21          | 22    | 23    | 00    |
| 15 30 45                                           | 00 15 30 45 | 00 15 30 45 | 00 15 30 45 | 00 15 30 45 | 00 15 30 45 | 00 15 30 45 | 00 15 30 45 | 00 15 30 45 | 00 15 30 45 | 00 15 30 45 | 00 15 30 45 | 00 15 30 45 | 00 15 30 45 | 00 15 30 45 | 00 15 30 45 | 00 15 30 45 | 00 30 | 00 30 | 00 30 |
| Sábados laborables                                 |             |             |             |             |             |             |             |             |             |             |             |             |             |             |             |             |       |       |       |
| Valdemoro L2 Circular: Estación FF.CC. - El Restón |             |             |             |             |             |             |             |             |             |             |             |             |             |             |             |             |       |       |       |
| 05                                                 | 06          | 07          | 08          | 09          | 10          | 11          | 12          | 13          | 14          | 15          | 16          | 17          | 18          | 19          | 20          | 21          | 22    | 23    | 00    |
|                                                    | 30          | 00 30       | 00 30       | 00 30       | 00 30       | 00 30       | 00 30       | 00 30       | 00 30       | 00 30       | 00 30       | 00 30       | 00 30       | 00 30       | 00 30       | 00 30       | 00 30 | 00 30 |       |
| Domingos y festivos                                |             |             |             |             |             |             |             |             |             |             |             |             |             |             |             |             |       |       |       |
| Valdemoro L2 Circular: Estación FF.CC. - El Restón |             |             |             |             |             |             |             |             |             |             |             |             |             |             |             |             |       |       |       |
| 05                                                 | 06          | 07          | 08          | 09          | 10          | 11          | 12          | 13          | 14          | 15          | 16          | 17          | 18          | 19          | 20          | 21          | 22    | 23    | 00    |
|                                                    |             | 30          | 00 30       | 00 30       | 00 30       | 00 30       | 00 30       | 00 30       | 00 30       | 00 30       | 00 30       | 00 30       | 00 30       | 00 30       | 00 30       | 00 30       | 00 30 | 00 30 |       |

Paso por la glorieta de las Sirenas aproximadamente 13 minutos después de su salida de la estación de tren. Duración del recorrido circular completo aproximadamente 30 minutos.

## Recorrido y paradas
| Código | Parada                                      | Común con               | Conexión con Cercanías |
| --- | ------------------------------------------- | ----------------------- | ---------------------- |
| 09155 | P.º Estación - Est. Valdemoro               | 1 4 5 6 7               | Valdemoro              |
| 19437 | P.º Estación - Tenerife                     | 1 4 5 6 7               |                        |
| 19438 | P.º Estación - Alberiza                     | 1 5 6 7 SE              |                        |
| 20174 | Av. Andalucía - Federico Marín              | 423 424 426 5 6 VAC-231 |                        |
| 11984 | P.º Enrique Tierno Galván - Colegio         | 5 6                     |                        |
| 12985 | P.º E. Tierno Galván - Parque Tierno Galván | 5 6                     |                        |
| 11986 | Av. Mar Mediterráneo - Centro Comercial     | 424                     |                        |
| 11988 | Av. Mar Mediterráneo - Cibeles              | 424                     |                        |
| 11990 | Av. Mar Mediterráneo - Venus                | 424 3                   |                        |
| 11992 | Av. Mar Mediterráneo - Minerva              | 424 3                   |                        |
| La hora de paso por esta parada es aproximadamente 13 minutos después de salir de la estación de Valdemoro |                                             |                         |                        |
| 15844 | Gta. Sirenas - Av. Mar Mediterráneo         | 424 425 466 3 7         |                        |
| 11993 | Av. Mar Adriático - Colegio                 | 424 5 6                 |                        |
| 15375 | Gta. Pozo San Pedro - P.º Juncarejo         | 424 5 6                 |                        |
| 11994 | Apolo - Júpiter                             | 424                     |                        |
| 11991 | Av. Mar Mediterráneo - Afrodita             | 424 3                   |                        |
| 11989 | Av. Mar Mediterráneo - Olimpo               | 424                     |                        |
| 11987 | Av. Mar Mediterráneo - Centro Comercial     | 424                     |                        |
| 12892 | P.º E. Tierno Galván - Parque Tierno Galván | 5 6                     |                        |
| 11985 | P.º Enrique Tierno Galván - Colegio         | 5 6                     |                        |
| 10762 | Av. Andalucía - P.º de la Estación          | 1 5 6 SE                |                        |
| 19439 | P.º Estación - Alberiza                     | 1 4 5 6 7 SE            |                        |
| 10765 | P.º Estación - Ibiza                        | 1 4 5 6 7               |                        |
| 09155 | P.º Estación - Est. Valdemoro               | 1 4 5 6 7               | Valdemoro              |